# Quai Victor-Augagneur
Le quai Victor-Augagneur est une voie située sur la rive gauche du Rhône dans le 3e arrondissement de Lyon, en France.

## Situation
D'orientation globale nord-sud, il est le seul quai du 3e arrondissement et succède au quai du Général-Sarrail en amont dans le 6e arrondissement et précède le quai Claude-Bernard en aval dans le 7e arrondissement. Il s'étire depuis l'alignement ouest-est formé par le débouché oriental du pont Lafayette qui se prolonge par le cours Lafayette, jusqu'au pont de la Guillotière et au cours Gambetta au sud.

## Origine du nom
Il rend hommage à Jean-Victor Augagneur (1855-1931), député, ministre et ancien maire de Lyon de 1900 à 1905.
Le nom actuel est attribué au quai le 25 janvier 1932.

## Description
Il comporte un quai bas et un quai haut. Longtemps réservé au stationnement automobile, le quai bas a été profondément remanié lors du réaménagement des berges du Rhône pour être rendu à la circulation piétonne et cycliste. De nombreuses péniches commerciales qui abritent bars et restaurants sont amarrées le long du quai.
Au no 3 se situe le Grand temple de Lyon, lieu de culte protestant achevé en 1884 de l'architecte Gaspard André. Au no 23 se trouve le Café du Rhône, un café-restaurant classé monument historique.
Longé par la Voie Lyonnaise 1, c'est le tronçon cycliste le plus fréquenté de France.

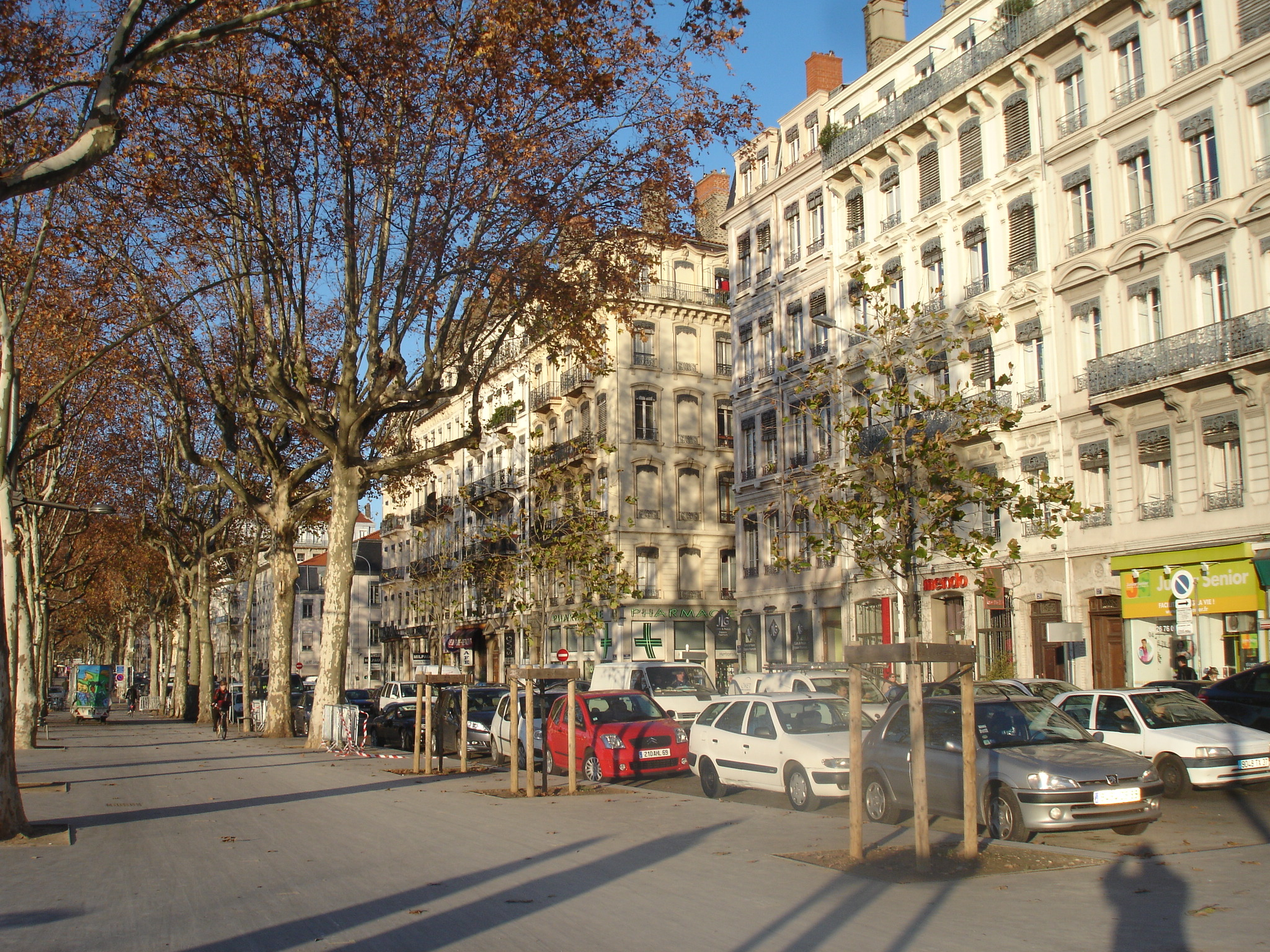
Quai Victor-Augagneur. La rue.
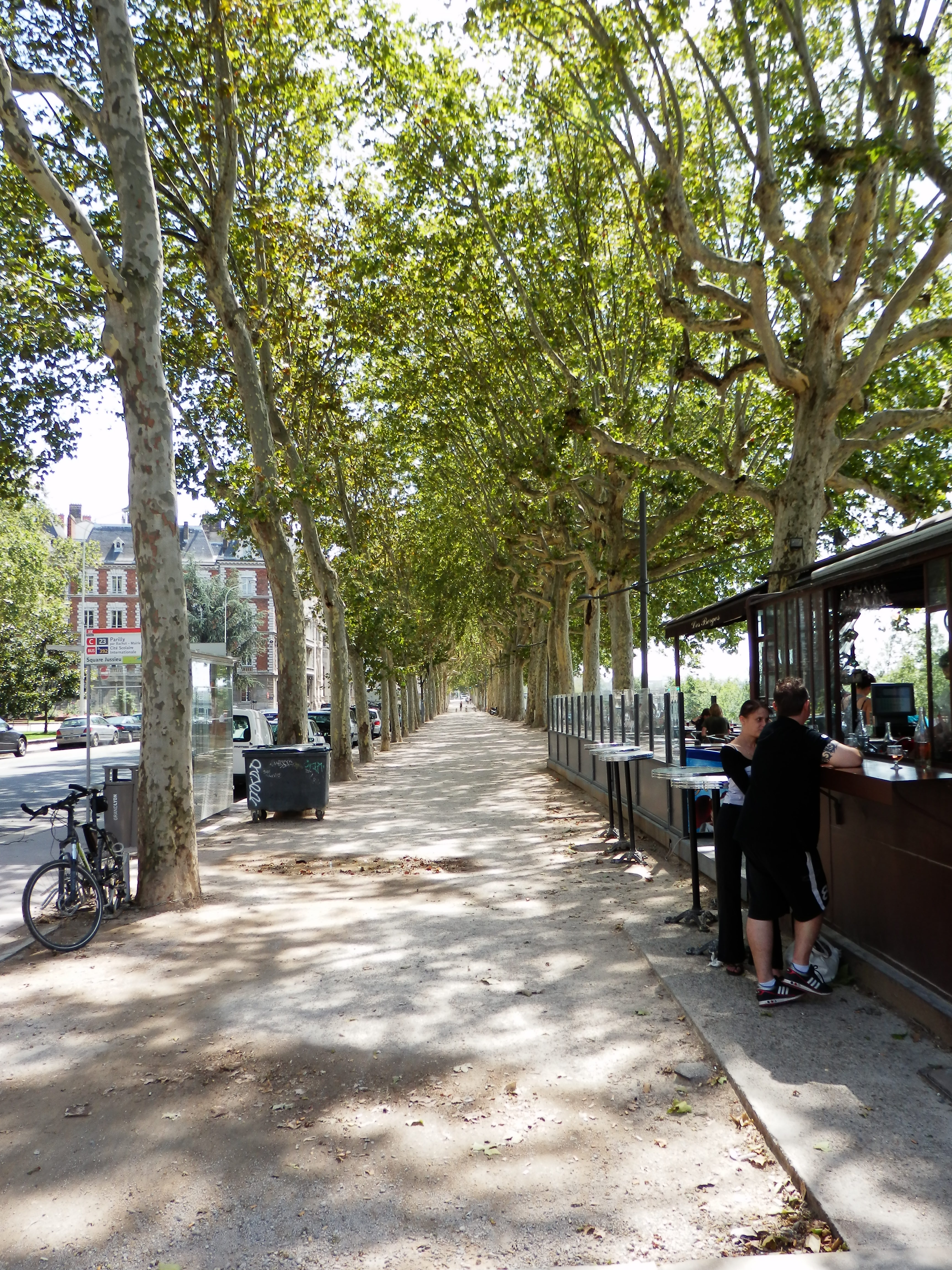
Quai Victor-Augagneur. Zone piétonne
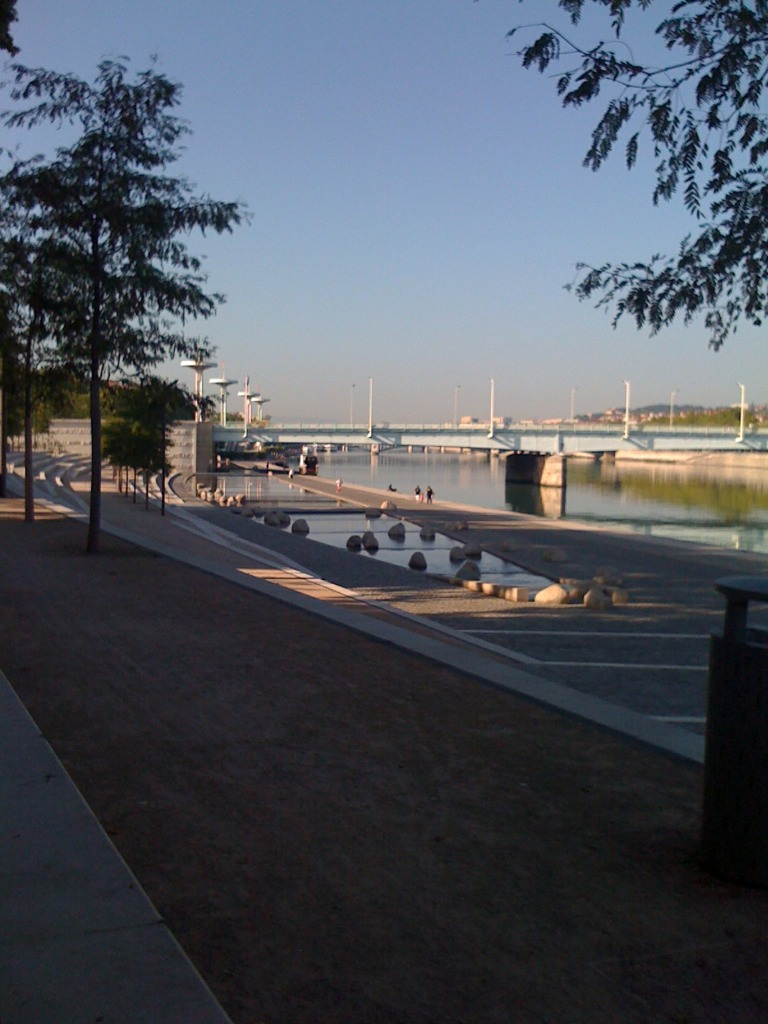
Quai Victor-Augagneur. Les Berges du Rhône.